# Jonas Hallberg

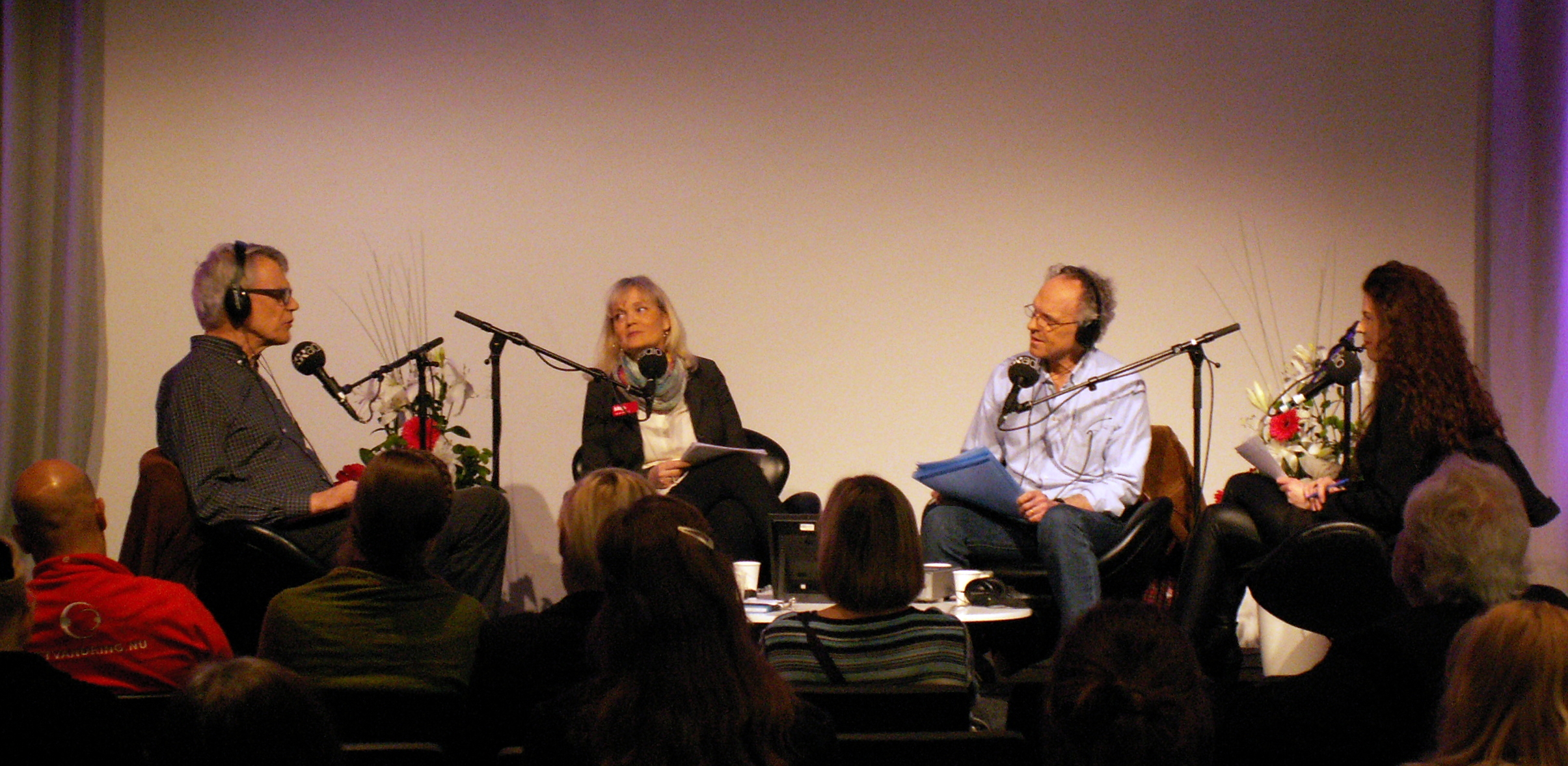
Inspelning inför publik av Spanarna i P1 2015. Hallberg längst till vänster, Jessika Gedin längst till höger.

Jonas Sven Hallberg, född 7 december 1944 i Stockholm, är en svensk jurist, journalist, manusförfattare, konferensledare, kåsör och radio- och tv-medarbetare. Själv betecknar han sig som "diversearbetare" och "diva".
Han har bland annat deltagit i radioprogrammet Spanarna och som programledare för tv-programmen Måndagsbörsen och Dominans. Han har även uppträtt som ståuppkomiker, däribland på Norra Brunn. Hallberg är bosatt i Södra Ängby, Bromma, Stockholm.

## Bakgrund
I SVT-programmet Go'kväll år 2016 berättade Jonas Hallberg om sin blyghet under uppväxten, något han kom över genom att spela skolteater. Hallberg gjorde 1963–1964 värnplikten vid Tolkskolan. Han studerade sedan juridik vid Uppsala universitet och tog en jur. kand. 1971. Under studietiden var han en aktiv spexare på Stockholms nation. Senare läste han på Dramatiska Institutet för att bli tv- och filmregissör. 1978 skickade han in en inspelning på ett projektarbete till SVT, och året därpå startades Måndagsbörsen, "ett rock- och snackprogram" enligt Hallberg själv. Hallberg gjorde där intervjuer med dåtidens kändisar, däribland Olof Palme, Leif G.W. Persson och Motörhead. Programmet blev en tittarsuccé och tv-klassiker som sedan sändes under fem år på bästa sändningstid.
Hallberg var i ungdomen bekant med Jan Guillou, som beskrivit Hallberg som sin "första nära vän i livet".

## Mångsysslaren
Sedan 1980-talet har han medverkat i en rad tv-program, däribland Smygtittarna, Nattliv, Fräcka fredag, Musikjägarna, Våra böcker, Vi i Femman och Dominans i SVT. Sedan 1989 medverkar han i Spanarna i Sveriges Radio P1. 2011 var han huvudperson i tv-programmet En bok, en författare.
Under hösten 2010 utkom Hallbergs första bok Vad är sanning och 100 andra jätteviktiga frågor på Bokförlaget Langenskiöld.
Han håller också föreläsningar i retorik. Hösten 2016 var han manusförfattare, regissör och debattledare till en serie småpjäser på Boulevardteatern i Stockholm med inbjudna gäster som debatterade pjäsinnehållet.
Jonas Hallberg är gift och har tre barn.